# The Element of Freedom
The Element of Freedom (em português: O Elemento da Liberdade) é o quarto álbum de estúdio da cantora americana de R&B Alicia Keys, lançado no dia 15 de Dezembro de 2009, pelo selo da J Records. Sessões de gravação para o álbum foram feitas durante Maio até setembro de 2009 no The Oven Studios em Long Island, Nova York. Produção foi cuidada por Keys,Jeff Bhasker, Swizz Beatz, Noah "40" Shebib, e Kerry "Krucial" Brothers.
O álbum debutou na segunda posição da Billboard 200 nos Estados Unidos, vendendo 417,000 cópias na semana de lançamento. Se tornou o primeiro álbum de Keys a não alcançar a primeira posição nos EUA, mas em compensação foi seu primeiro álbum a atingir primeiro lugar no Reino Unido. The Element of Freedom gerou três singles que conseguiram sucesso nos charts e foi certificado platina em vendas pela RIAA um mês após seu lançamento. Apesar das críticas mistas em relação as composições de Keys, o álbum recebeu críticas positivas da maioria dos músicos críticos

## Faixas
| Edição padrão  |                                                        | |         |  |
| N.º            | Título                                                 | Compositor(es)                                                                                     | Duração |  |
| 1.             | "Element of Freedom (Intro)"                           | | 0:12    |  |
| 2.             | "Love Is Blind"                                        | Alicia Keys, Jeff Bhasker                                                                          | 03:49   |  |
| 3.             | "Doesn't Mean Anything"                                | Keys, Kerry Brothers, Jr.                                                                          | 04:32   |  |
| 4.             | "Try Sleeping with a Broken Heart"                     | Bhasker, Keys, Patrick "Plain Pat" Reynolds                                                        | 04:09   |  |
| 5.             | "Wait Til You See My Smile"                            | Keys, Bhasker, Kasseem Dean                                                                        | 04:06   |  |
| 6.             | "That's How Strong My Love Is"                         | Keys                                                                                               | 04:04   |  |
| 7.             | "Un-Thinkable (I'm Ready)"                             | Keys, Aubrey Graham, Brothers, Noah "40" Shebib                                                    | 04:09   |  |
| 8.             | "Love Is My Disease"                                   | Keys, Brothers, Toby Gad, Meleni Smith                                                             | 04:01   |  |
| 9.             | "Like the Sea"                                         | Keys, Bhasker                                                                                      | 04:13   |  |
| 10.            | "Put It in a Love Song" (com Beyoncé)                  | Keys, Dean                                                                                         | 03:15   |  |
| 11.            | "This Bed"                                             | Keys, Brothers, Steve Mostyn                                                                       | 03:45   |  |
| 12.            | "Distance and Time"                                    | Keys, Brothers, Mostyn                                                                             | 04:27   |  |
| 13.            | "How It Feels to Fly"                                  | Keys, Brothers                                                                                     | 04:42   |  |
| 14.            | "Empire State of Mind (Part II) Broken Down"           | Keys, Al Shuckburgh, Shawn Carter, Jane't Sewell-Ulepic, Angela Hunte, Bert Keyes, Sylvia Robinson | 03:36   |  |
| 15.            | "Stolen Moments" (Target / iTunes / Japão faixa bônus) | | 04:52   |  |
| 16.            | "Heaven's Door" (Japão faixa bônus)                    | | 03:18   |  |
| Duração total: | Duração total:                                         | Duração total:                                                                                     | 59:06   |  |

| Deluxe edition faixa bônus |                        |                |         |  |
| N.º                        | Título                 | Compositor(es) | Duração |  |
| 1.                         | "Through it All"       |                |         |  |
| 2.                         | "Pray for Forgiveness" |                |         |  |

| Deluxe edition DVD bômus |                                          |                |         |  |
| N.º                      | Título                                   | Compositor(es) | Duração |  |
| 1.                       | "Doesn't Mean Anything (DVD)"            |                |         |  |
| 2.                       | "Empire State of Mind (part 2/DVD)"      |                |         |  |
| 3.                       | "Try Sleeping with a Broken Heart (DVD)" |                |         |  |
| 4.                       | "No One (DVD)"                           |                |         |  |
| 5.                       | "Doesn't Mean Anything (video/DVD)"      |                |         |  |

| Empire Edition - Empire EP |                                  |                |         |  |
| N.º                        | Título                           | Compositor(es) | Duração |  |
| 1.                         | "Lover Man"                      |                | 03:17   |  |
| 2.                         | "Almost There"                   |                | 03:37   |  |
| 3.                         | "No One" (ao vivo)               |                |         |  |
| 4.                         | "Like You'll Never See Me Again" |                |         |  |
| 5.                         | "If I Ain't Got You"             |                |         |  |
| 6.                         | "Karma" (ao vivo)                |                |         |  |
| 7.                         | "Fallin" (ao vivo)               |                |         |  |
| 14.                        | Sem título (ao vivo)             |                |         |  |

Créditos de demonstração
- "Empire State of Mind (Part II) Broken Down" - Contém amostras de "Love on a Two-Way Street", escrita por Bert Keyes e Sylvia Robinson e interpretada por The Moments.

## Histórico do lançamento
| País           | Data                   | Formato                   | Gravadora                |
| -------------- | ---------------------- | ------------------------- | ------------------------ |
| Alemanha       | 11 de Dezembro de 2009 | Edição padrão             | Sony Music Entertainment |
| Alemanha       | 11 de Dezembro de 2009 | Deluxe edition            | Sony Music Entertainment |
| Austrália      | 11 de Dezembro de 2009 | Edição padrão             | Sony Music Entertainment |
| Austrália      | 11 de Dezembro de 2009 | Download digital          | Sony Music Entertainment |
| Austrália      | 11 de Dezembro de 2009 | Deluxe edition - CD + DVD | Sony Music Entertainment |
| Irlanda        | 11 de Dezembro de 2009 | Edição padrão             | Sony Music Entertainment |
| Irlanda        | 11 de Dezembro de 2009 | Deluxe edition            | Sony Music Entertainment |
| Reino Unido    | 14 de Dezembro de 2009 | Edição padrão             | RCA Records              |
| Reino Unido    | 14 de Dezembro de 2009 | Deluxe edition            | RCA Records              |
| Estados Unidos | 15 de Dezembro de 2009 | Edição padrão             | J Records                |
| Estados Unidos | 15 de Dezembro de 2009 | Deluxe edition            | J Records                |
| Estados Unidos | 15 de Dezembro de 2009 | Empire edition            | J Records                |
| Estados Unidos | 15 de Dezembro de 2009 | Vinyl LP                  | J Records                |
| Canadá         | 15 de Dezembro de 2009 | Edição padrão             | Sony Music Entertainment |
| Canadá         | 15 de Dezembro de 2009 | Deluxe edition            | Sony Music Entertainment |
| Brasil         | 15 de Dezembro de 2009 | Edição padrão             | Sony Music Entertainment |
| Argentina      | 15 de Dezembro de 2009 | Edição padrão             | Sony Music Entertainment |
| Argentina      | 15 de Dezembro de 2009 | Deluxe edition            | Sony Music Entertainment |
| Japão          | 16 de Dezembro de 2009 | Edição padrão             | Sony Music Japan         |
| Japão          | 1 de Janeiro de 2010   | Deluxe edition            | Sony Music Japan         |
| Austrália      | 8 de Janeiro de 2010   | Edição padrão             | Sony Music Entertainment |